# St. Joseph (Münster)

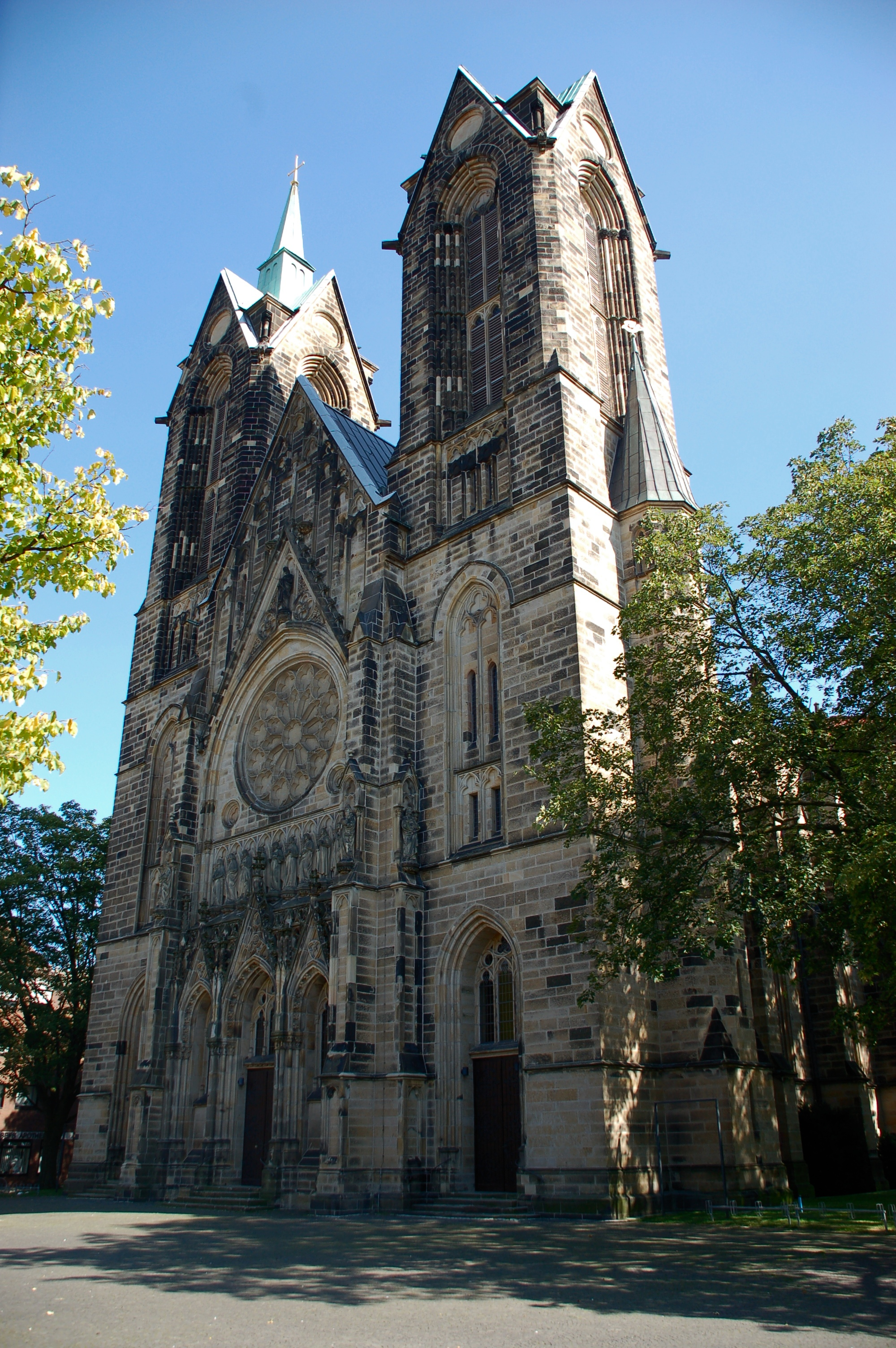
St. Joseph, Westtürme

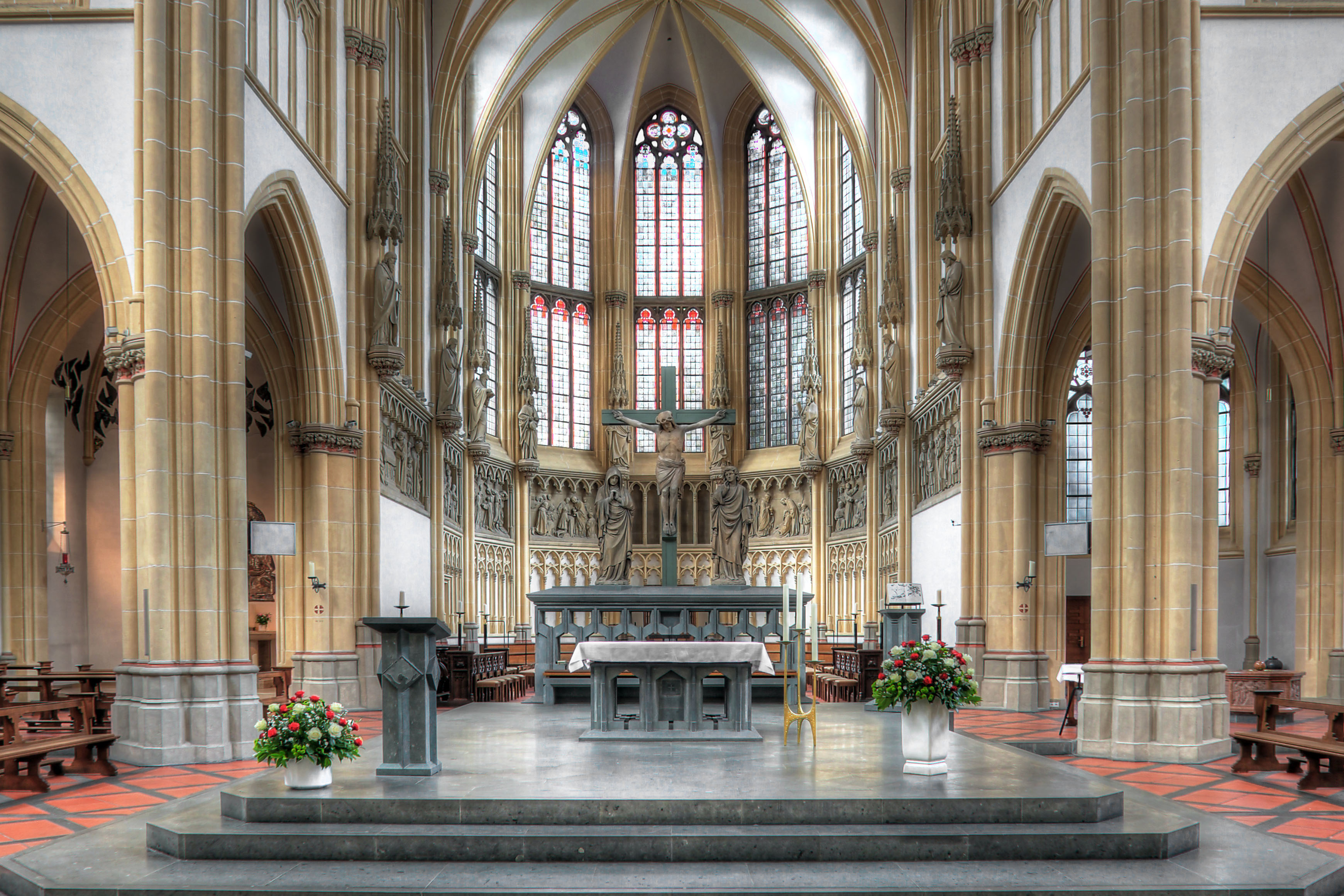
Altarbereich und Chor

Die katholische Pfarrkirche St. Joseph befindet sich im Südviertel von Münster, Westfalen, an der Hammer Straße.

## Geschichte
Angesichts der gestiegenen Einwohnerzahl wurde 1887 der Beschluss gefasst, in diesem Stadtteil eine Filialkirche der Pfarrei St. Lamberti zu erbauen. Der ursprüngliche Kirchbau war als Not- beziehungsweise Behelfskirche konzipiert. Nach vier Monaten Bauzeit wurde er im Jahre 1888 dem heiligen Joseph geweiht. Diese Kirche wurde 1894 selbständige Rektoratskirche und 1897 Pfarrkirche der von St. Lamberti abgepfarrten neuen Kirchengemeinde St. Joseph.

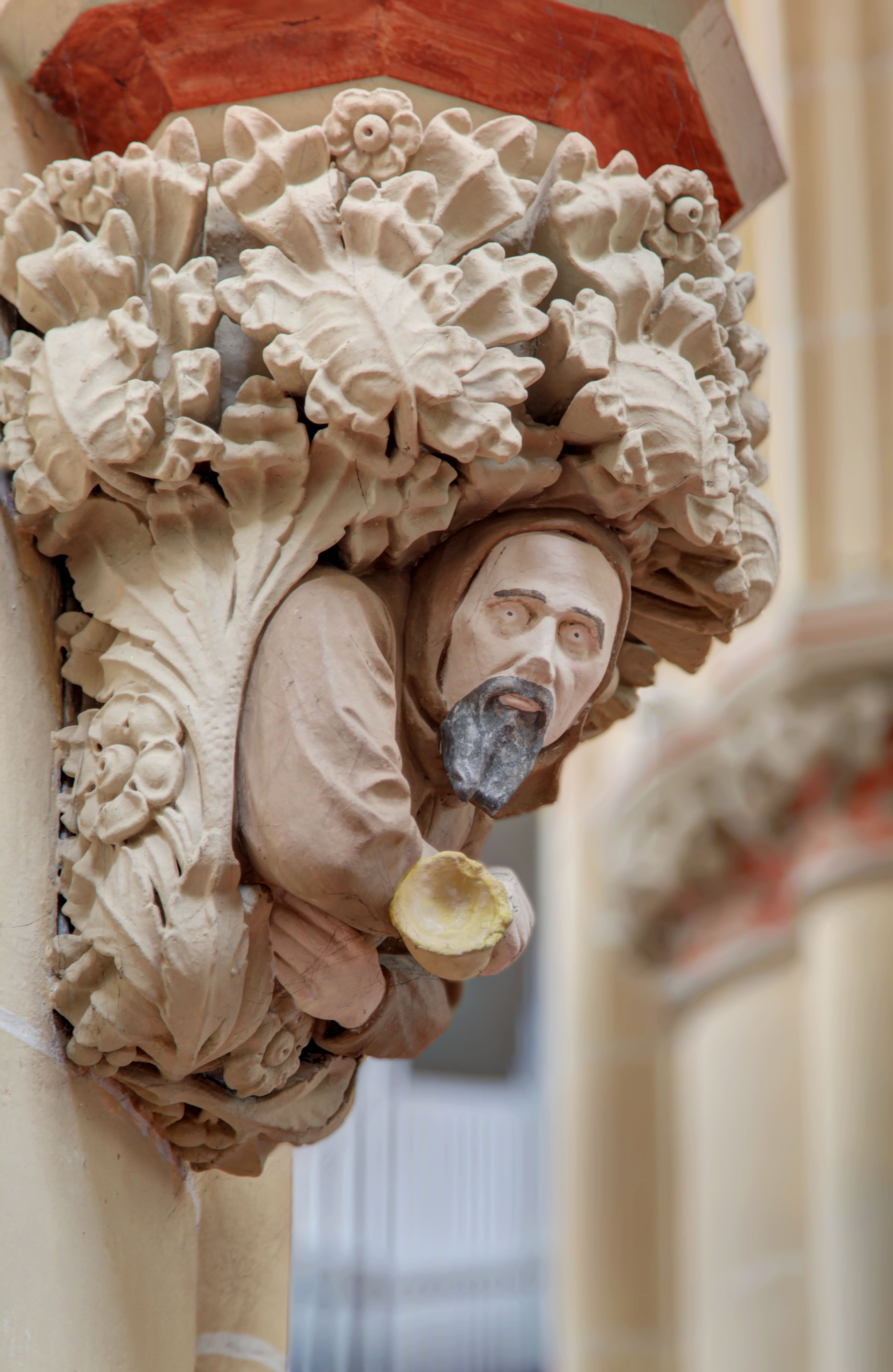
Das Porträt des Architekten Bernhard Hertel im Kapitell einer Säule des nord-östlichen Seitenschiffes

1895 plante man zunächst, die Kirche im Osten zu erweitern. Man entschied sich jedoch für den Bau einer völlig neuen Kirche im neugotischen Stil. Den Entwurf lieferte der Münsteraner Architekt Bernhard Hertel. In zwei Bauabschnitten entstand die neue dreischiffige Basilika mit einem Querschiff. Sie wurde 1905 geweiht.
Nachdem die Kirche, einschließlich ihrer beiden 75 Meter hohen Westtürme, im Zweiten Weltkrieg stark zerstört worden war, begann Ende der 1940er Jahre der Wiederaufbau. Dabei wurden die Türme, das Mittelschiffdach mit umlaufenden Steinbalustern und die großen Querschiffdächer nicht in ihrer ursprünglichen Form wiederhergestellt. Die letzten verbliebenen Kriegsschäden wurden erst um die Jahrtausendwende im Zuge einer umfangreichen Außenrenovierung und -sanierung beseitigt. Die neuen Fenster für Lang- und Querhaus entwarf Silke Rehberg 2008.
Die Kirchengemeinden Heilig Geist Münster und St. Joseph Münster wurden zum 30. Mai 2013 zu einer neuen Kirchengemeinde unter dem Namen St. Joseph Münster-Süd zusammengelegt.

## Orgel

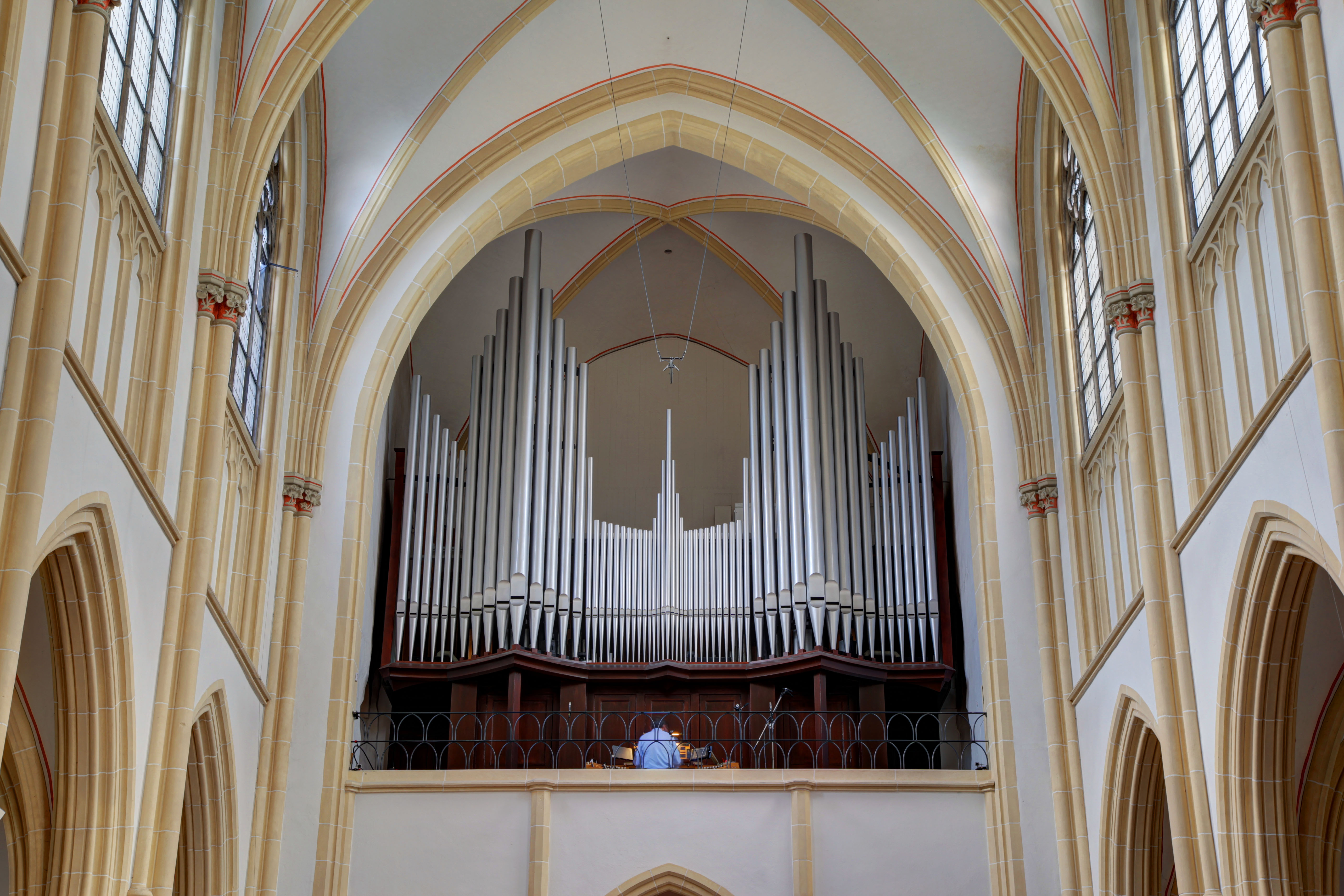
Die Fleiter-Orgel

Die erste Orgel auf der Westempore wurde 1911 von dem Orgelbauer Friedrich Fleiter (Münster) erbaut. Das Instrument wurde im Zweiten Weltkrieg völlig zerstört.
Nach dem Wiederaufbau der Kirche erwarb man 1958 eine gebrauchte Orgel, die zuvor in der Ansbacher Johannis-Kirche gestanden hatte. Das Instrument war 1719 von Johannes Crapp erbaut worden. 1872 und 1937 hatte Georg Friedrich Steinmeyer einige Register hinzugefügt. Das Instrument wurde von dem Orgelbauer Matthias Kreienbrink (Osnabrück) in St. Joseph aufgestellt.
Die Orgel hat (heute) einen Freipfeifenprospekt, der 1937 von dem Architekten Hanns Miller entworfen worden war. 1988 erneuerte Friedhelm Fleiter (Münster) die gesamte Technik und ergänzte die Orgel um einige Register. 2004/2005 wurden weitere Register hinzugefügt.
Das Besondere dieser Crapp-Steinmeyer-Kreienbrink-Fleiter-Orgel ist, dass sich im Pfeifenbestand knapp 300 Jahre Orgelbaugeschichte widerspiegeln: Hier finden sich die barocken Register von Crapp (1719), daneben finden sich in der Orgel romantische Register von Steinmeyer (1872), „helle“ Register, die für die erste Hochblüte der Orgelbewegung typisch sind, von Steinmeyer (1937), und nicht zuletzt die Register von Fleiter (1988, 2005), die dem Instrument eine französisch-sinfonische Note verleihen. Der Spieltisch ist nach dem Vorbild des französischen Orgelbauers Aristide Cavaillé-Coll gestaltet, die Spieltraktur ist mechanisch (Schleiflade), die Registertraktur elektrisch.
| I Hauptwerk C–c4 |                |        |      |
| 1.               | Prästant       | 16′    | 1937 |
| 2.               | Pommer         | 16′    | 1937 |
| 3.               | Prästant       | 8′     | 1719 |
| 4.               | Viola da Gamba | 8′     | 1872 |
| 5.               | Gedackt        | 8′     | 1719 |
| 6.               | Querflöte      | 8′     | 1872 |
| 7.               | Oktave         | 4′     | 1937 |
| 8.               | Gemshorn       | 4′     | 1719 |
| 9.               | Kleingedackt   | 4′     | 1719 |
| 10.              | Quinte         | 2 ⁄3′  | 1719 |
| 11.              | Oktave         | 2′     | 1719 |
| 12.              | Terz           | 1 3⁄5′ | 1937 |
| 13.              | Mixtur III     |        | 1937 |
| 14.              | Trompete       | 8′     | 2005 |
| 15.              | Trompete       | 4′     | 2005 |

| II Brustwerk (schwellbar) C–c4 |                   |        |      |
| 16.                            | Lieblich Gedackt  | 8′     | 1872 |
| 17.                            | Dulzviole         | 8′     | 1872 |
| 18.                            | Unda maris        | 8′     | 1988 |
| 19.                            | Geigend Prinzipal | 4′     | 1872 |
| 20.                            | Rohrflaut         | 4′     | 1937 |
| 21.                            | Rohrnasat         | 2 ⁄3′  | 1937 |
| 22.                            | Blockflöte        | 2′     | 1937 |
| 23.                            | Terzflöte         | 1 3⁄5′ | 1937 |
| 24.                            | Superquinte       | 1 ⁄3′  | 1937 |
| 25.                            | Oktävlein         | 1′     | 1937 |
| 26.                            | Scharff III       | 1′     | 1937 |
| 27.                            | Rankett           | 16′    | 1937 |
| 28.                            | Krummhorn         | 8′     | 1937 |
| 29.                            | Vox humana        | 8′     | 2005 |
|                                |                   |        |      |
|                                | Tremulant         |        |      |
|                                | Zimbelstern       |        |      |
|                                | Glockenspiel      |        |      |

| III Schwellwerk C–c4 |                |        |      |
| 30.                  | Prinzipal      | 8′     | 1872 |
| 31.                  | Gedacktflöte   | 8'     | 1719 |
| 32.                  | Quintade       | 8′     | 1937 |
| 33.                  | Salicional     | 8′     | 1937 |
| 34.                  | Vox coelestis  | 8′     | 1988 |
| 35.                  | Weitprinzipal  | 4′     | 1937 |
| 36.                  | Tibia pistoris | 4'     | 2005 |
| 37.                  | Spitzflöte     | 4′     | 1719 |
| 38.                  | Flaut-Traverse | 4′     | 1937 |
| 39.                  | Nasard         | 2 ⁄3′  | 1719 |
| 40.                  | Waldflöte      | 2′     | 1719 |
| 41.                  | Terz           | 1 3⁄5′ | 2005 |
| 42.                  | Mixtur III–IV  | 2′     | 1937 |
| 43.                  | Fagott         | 16′    | 1937 |
| 44.                  | Oboe           | 8′     | 1937 |
| 45.                  | Clarinette     | 8′     | 1988 |
| 46.                  | Trompete       | 4′     | 2005 |
|                      |                |        |      |
|                      | Tremulant      |        |      |

| Pedal C–f1 |                  |         |      |
| 47.        | Prinzipalbass    | 16′     | 1872 |
| 48.        | Violonbass       | 16′     | 1872 |
| 49.        | Subbass          | 16′     | 1872 |
| 50.        | Quintbass        | 10 2⁄3′ | 1872 |
| 51.        | Oktavbass        | 8′      | 1872 |
| 52.        | Cellobass        | 8′      | 1872 |
| 53.        | Gedacktbass      | 8′      | 1937 |
| 54.        | Choralbass       | 4′      | 1937 |
| 55.        | Mixturbass IV–VI | 2 ⁄3′   | 1937 |
| 56.        | Posaune          | 32′     | 1937 |
| 57.        | Posaune          | 16′     | 1937 |
| 58.        | Trompetbass      | 8′      | 1937 |
| 59.        | Feldtrompete     | 4′      | 1937 |

- Koppeln: II/I, III/I, III/II, I/P, II/P, III/P.
- Spielhilfen: Elektronische Setzerkombinationen.
- Anmerkungen

1. ↑  Röhrenglocken, im Mittelschiff, an der Nordwand, von der Hauptorgel anspielbar. Aufgrund seiner Größe scherzhaft „Türgong“ genannt.
2. ↑  Schwebend gestimmte Flöte. „Tibia“ = lat.: Pfeife. Der Zusatz „pistoris“ ist die „latinisierte“ Form des Nachnamens des derzeitigen Kirchenmusikers Müller („pistor“).

## Glocken
1907 erhielt die Kirche ihr erstes, fünfstimmiges Geläut, das von der Gießerei Petit & Gebr. Edelbrock (Gescher) gegossen wurde.
Dieses Geläut wurde bereits im Ersten Weltkrieg teilweise beschlagnahmt und nach dem Krieg wieder ergänzt. Im Zweiten Weltkrieg, 1940, wurde das gesamte Geläut erneut für Kriegszwecke beschlagnahmt.
| Nr. | Name      | Ø (cm) | Nominal | Inschrift |
| 1   | Salvator  | 160    | c1      | Salvator dicor; magna voco voce fideles Cum moveor manibus, corda movere volo. Cum quatuor aliis fusa parocho Hugone Greving a Petit et fratribus Edelbrock Anno Domini MCMVII |
| 2   | Maria     | 141    | d1      | Virginis Mariae – Nomen fero piae. Cujus alto loco – Famulos convoco. |
| 3   | Joseph    | 124    | e1      | Joseph vocor – Et fideles Ad patronum – Voco Joseph |
| 4   | Lambertus | 103    | g1      | Lamberte Martyr, unicum Patris secutus Filium Nos solve vinelis saeculi Dono superni Numinis Confraternitas sub invocatione s. Joseph et s. Lamberti erecta me dedit           |
| 5   | Bernardus | 092    | a1      | Ad laudem Dei sono Sancte Bernarde, te honoro |

Nach dem Zweiten Weltkrieg wurden zunächst provisorisch Glocken aus einem Sammelbestand nicht eingeschmolzener, übrig gebliebener Glocken verwendet. Diese Glocken wurden zurückgegeben. 1958 lieferte die Münstersche Glockengießerei Feldmann & Marschel ein neues, fünfstimmiges Geläut, dessen Tonfolge gegenüber demjenigen von 1907 etwas geändert ist. Dompropst Echelmeyer weihte die Glocken am 21. Dezember 1958. Die Glocken erhielten folgende Namen und tragen folgenden Inschriften:
| Nr. | Name      | Nominal | Inschrift |
| 1   | Joseph    | h0      | FORTIS ERAS JOSEPH PROTECTOR VIRGINIS ALMAE PROTEGE SANCTE PRECOR CORPORE MENTE TUOS (Mächtig hast Du, Joseph, beschützt die gesegnete Jungfrau/ Schütze der Deine Schar, Heiliger, an Seele und Leib) |
| 2   | Maria     | d1      | COR REGINA TUUM CANTABO PACE REPLETUM CANTANS CORDA TUIS PACIS AMORE BEO (Königin, Friede erfüllt Dein Herz, mein Klang soll Dich preisen/ Liebe zum Frieden beseele, kling ich, der Deinigen Herz) |
| 3   | Elisabeth | e1      | MUNDI PAUPERIEM DITASTI PRODIGA CORDE ASPERA FAC PULSEM CORDA MEO SONITU (Reich hast die Armut der Welt Du gemacht, verschwendend von Herzen/ Lass mein helles Geläut rühren das fühllose Herz) |
| 4   | Klara     | g1      | CLARA VOCE PRECOR CLARAE SUFFRAGIA SANCTAE LUCE DEI CLARA CLARA BEATA FIAT; Eduardus Knoche harum quinque campanarum largiter munificus me istam campanum in piam memoriam CLARAE dulcis coniugis dat dicat dedicat (Flehend ruf ich mit klarem Ton zur heiligen Klara/ Klar ist das göttlich Licht, Klara sei selig in ihm; Eduard Knoche, gern schenkender Stifter dieser fünf Glocken, gibt, weiht und widmet mich, diese Glocke, im frommen Gedenken an seine liebe Ehefrau KLARA) |
| 5   | Pius      | a1      | In memoriam Pii Papae XII anno defuncti; MORTUUS ILLE PIUS SED VOX PIA CORDA DOCEBIT SEMPER PAX OPUS EST NOBILE IUSTITIAE (Im Gedenken an Papst Pius XII., der in diesem Jahr verschieden ist; Tot ist der gütige Pius. Sein Wort lehrt gütig die Herzen noch immer/ Friede erglänzt aus der Gerechtigkeit Tun) |

Die 5. Glocke wurde Papst Pius XII. geweiht. Pius XII. war am 9. Oktober 1958 verstorben. Da zwischen dem Tod des Papstes und dem Glockenguss nur wenige Wochen lagen, war zu vermuten, dass diese Glocke die erste Glocke weltweit war, die seinem Andenken gewidmet wurde.

## Ansichten

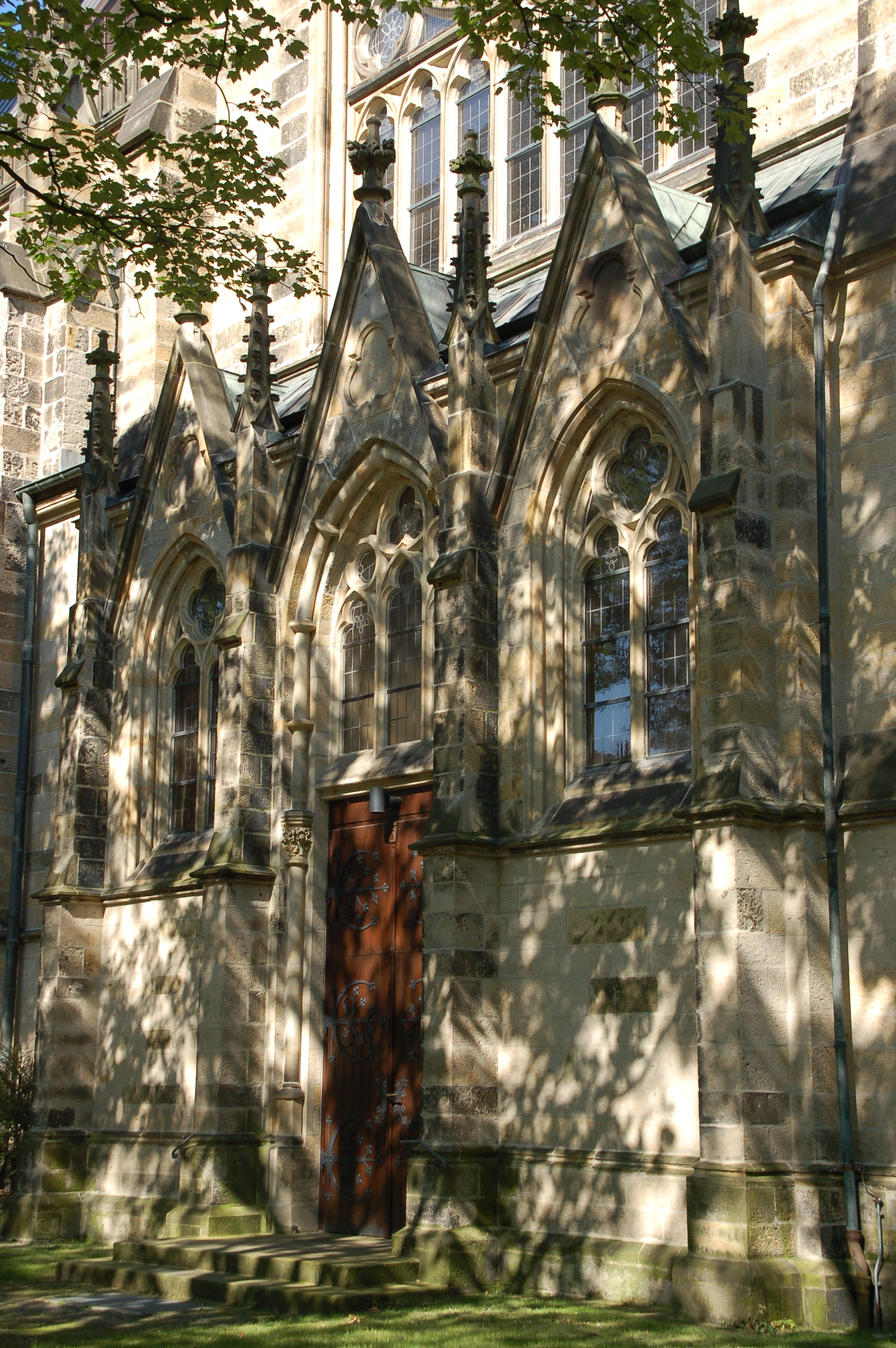
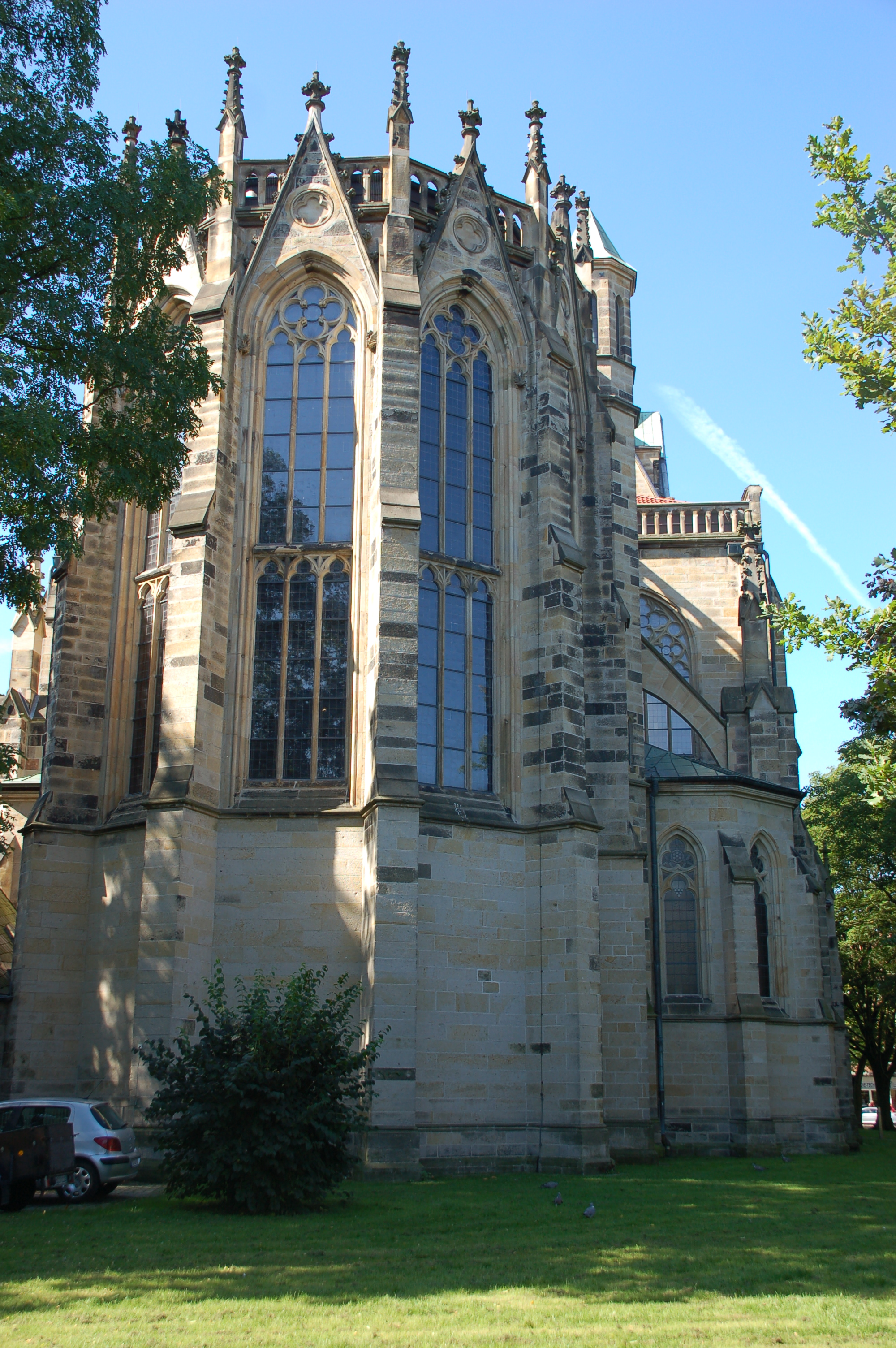
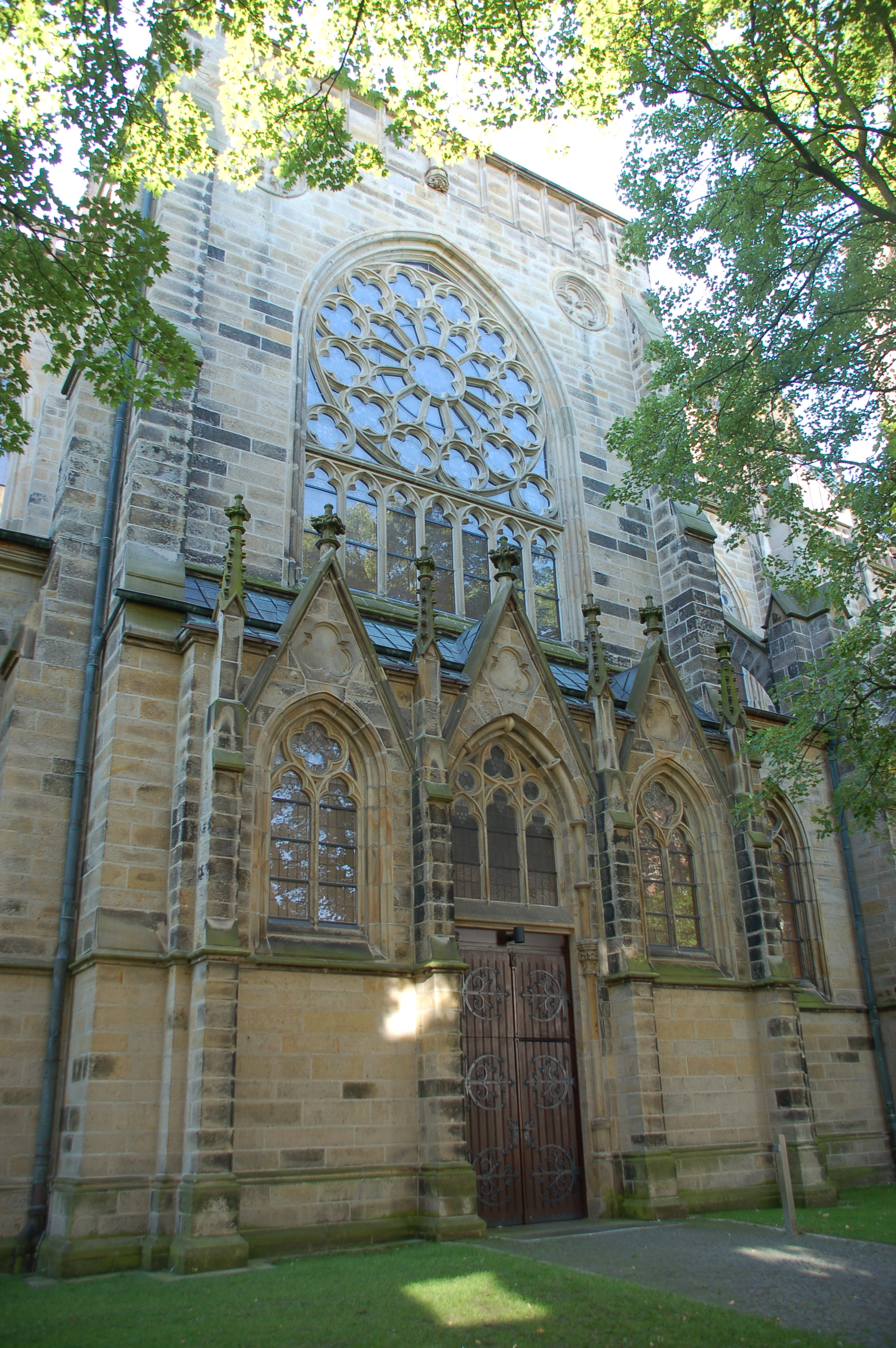
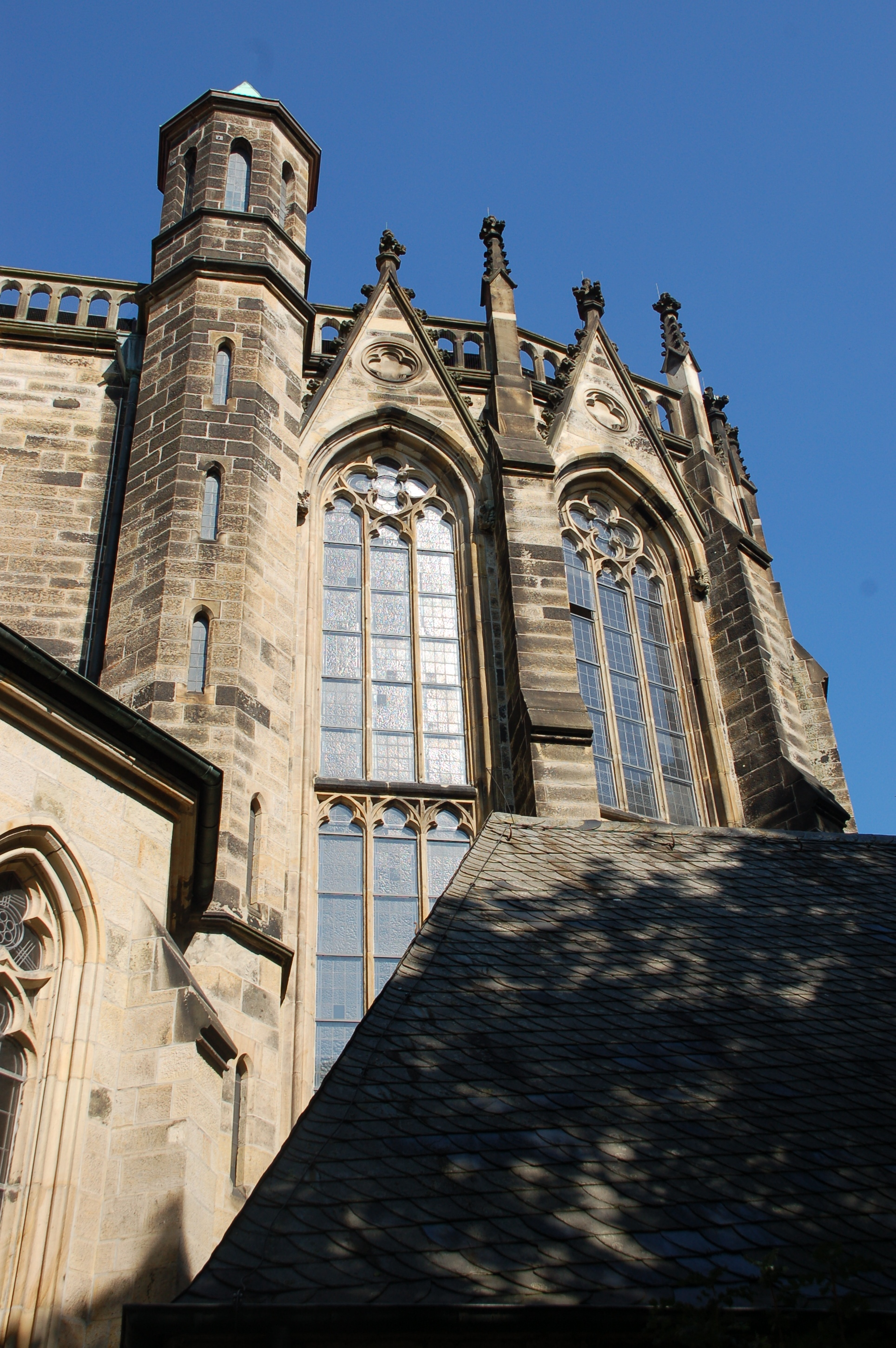
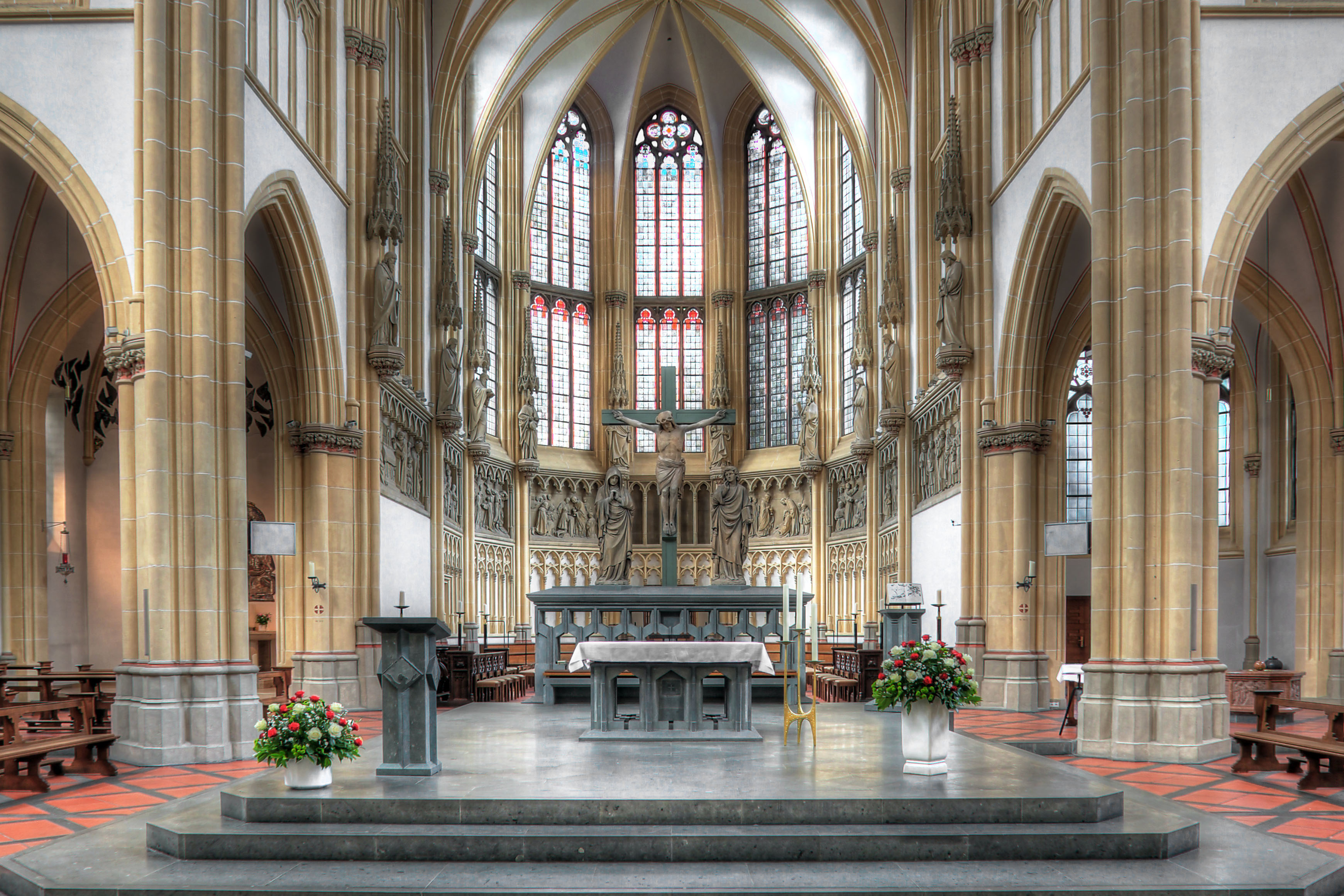
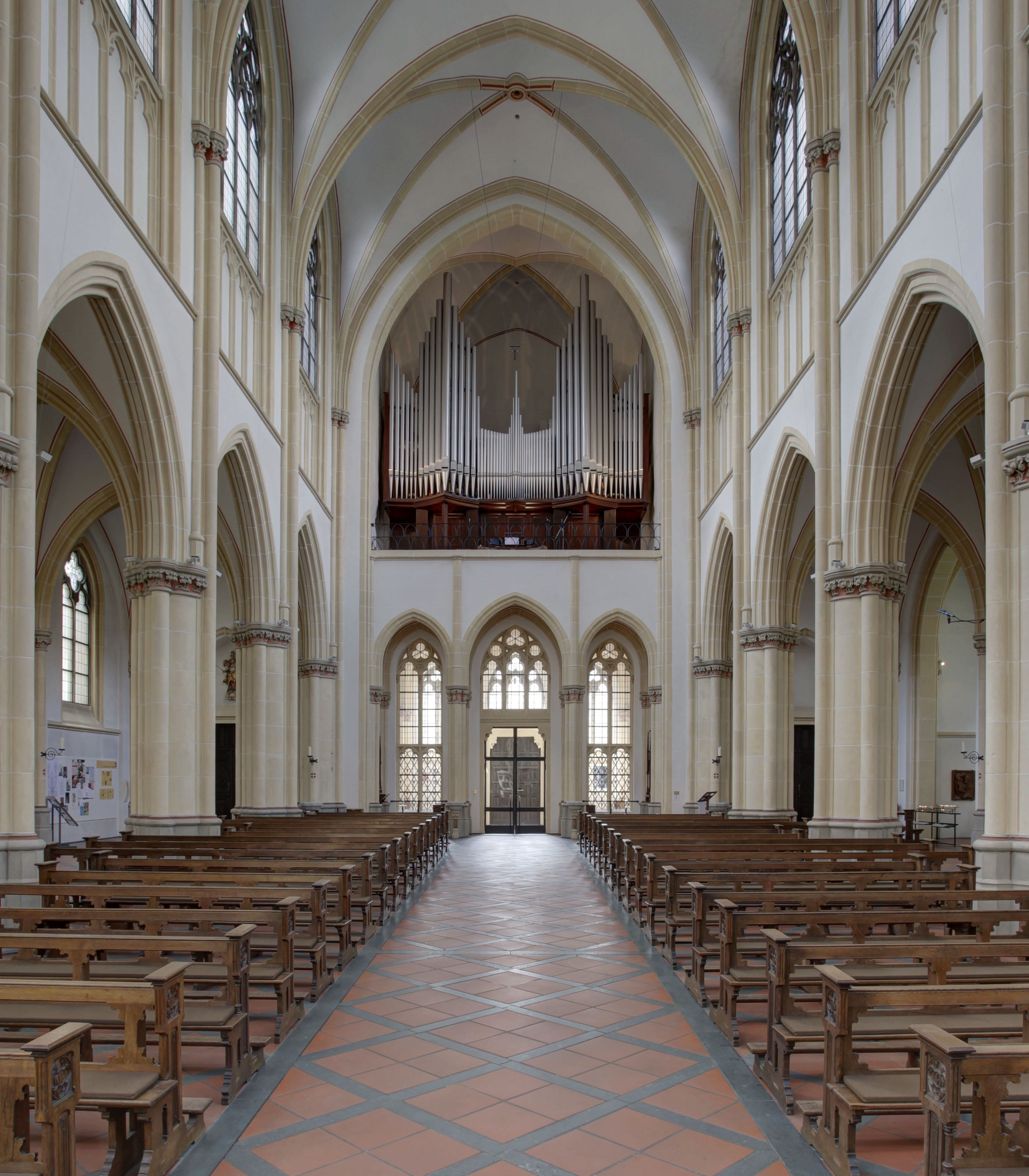